# Markersbach
Markersbach este o comună din landul Saxonia, Germania.
1. ↑  GeoNames